# 奧爾德霍斯斯普林斯
奧爾德霍斯斯普林斯（英語：Old Horse Springs）是位於美國新墨西哥州卡特倫縣的非建制地區。

## 歷史
奧爾德霍斯斯普林斯的郵局於1879年設立，其後於1882年停運。

## 地理
奧爾德霍斯斯普林斯所處的海拔為高於海平面2128米（即6982英呎），而該地所採用的時區為UTC-7，即北美山地时区（MST）。同時該地設有夏令時間，為UTC-7調快一小時，即UTC-6（MDT）。